# Тойшев, Павел Иванович
Па́вел Ива́нович То́йшев (2 июля 1928, Купсола, Сернурский кантон, Марийская автономная область — 16 марта 2001, Йошкар-Ола, Марий Эл) — марийский советский журналист, член Союза журналистов СССР. Первый диктор Марийского радио. Заведующий отделом, заместитель редактора республиканской газеты Марийской АССР «Марий коммуна» (1961—1989). Заслуженный работник культуры РСФСР (1988), заслуженный работник культуры Марийской АССР (1978). Член КПСС с 1953 года.

## Биография
Родился 2 июля 1928 года в д. Купсола ныне Сернурского района Марий Эл.
В 1953 году принят в КПСС. 1959 году окончил Горьковскую высшую партийную школу. С 1961 года в редакции республиканской газеты «Марий коммуна»: заведующий отделом, заместитель редактора. Здесь проработал вплоть до выхода на пенсию в 1989 году.
Также получил известность как первый диктор Марийского радио.
В 1978 году ему присвоено почётное звание «Заслуженный работник культуры Марийской АССР», в 1988 году — звание «Заслуженный работник культуры РСФСР». В 1968 году его журналистский труд отметили Почётной грамотой Президиума Верховного Совета РСФСР.
Умер 16 марта 2001 года в Йошкар-Оле. Похоронен на родине.

## Звания и награды
- Заслуженный работник культуры РСФСР (1988)[2][3]
- Заслуженный работник культуры Марийской АССР (1978)[2][3]
- Медаль «За трудовую доблесть» (1981)[2]
- Бронзовая медаль ВДНХ[2]
- Почётная грамота Президиума Верховного Совета РСФСР (1968)[2][3]